# Jules Hattenberger
Pour l’article homonyme, voir Hattenberger.
Jules Hattenberger, dit César Hattenberger, né le 1er août 1887 dans le 7e arrondissement de Paris,, et mort le 19 octobre 1928 dans le 15e arrondissement de Paris, est un homme politique communiste français.

## Biographie
Avant 1914, Jules Hattenberger anime la coopérative L'Avenir social, à Paris. Il aurait également milité à Bordeaux, en Gironde, Béziers, dans l'Hérault, et à Sète. Selon Contre le courant, il est arrêté en 1916 pour son action contre la guerre.
Il est l'un des premiers militants du Comité pour la reprise des relations internationales (CRRI) et c'est sous son influence que la 15e section socialiste de Paris soutient les conférences de Zimmerwald et de Kienthal. De 1919 à 1922, il est administrateur de la Vie ouvrière. Membre de la commission exécutive du comité de la IIIe Internationale, il soutient la motion se prononçant pour l'adhésion à celle-ci lors du congrès de Tours, en 1920. Il devient membre suppléant du Comité directeur élu par ce congrès. L'année suivante, le congrès de Marseille le reconduit. En 1922, il soutient la résolution de la Gauche. Quelques mois plus tard, le congrès de Paris, en revanche, ne le réélit pas. Il n'apparaît pas davantage parmi les membres du Comité directeur après les listes établies par le IVe congrès de l'Internationale communiste puis la conférence nationale de Boulogne-sur-Seine. Il est hostile à la bolchevisation de l'organisation du parti. En 1925, il est signataire de la Lettre au Comité exécutif de l'Internationale communiste, dite Lettre des 250. En 1926, le Comité central l'exclut alors qu'il a rejoint La Révolution prolétarienne. Il meurt deux ans plus tard à son domicile de la tuberculose.

## Source
Dictionnaire biographique du mouvement ouvrier français, Les Éditions de l'Atelier, 1997 : HATTENBERGER Jules, César